# Dorfkirche Jauern

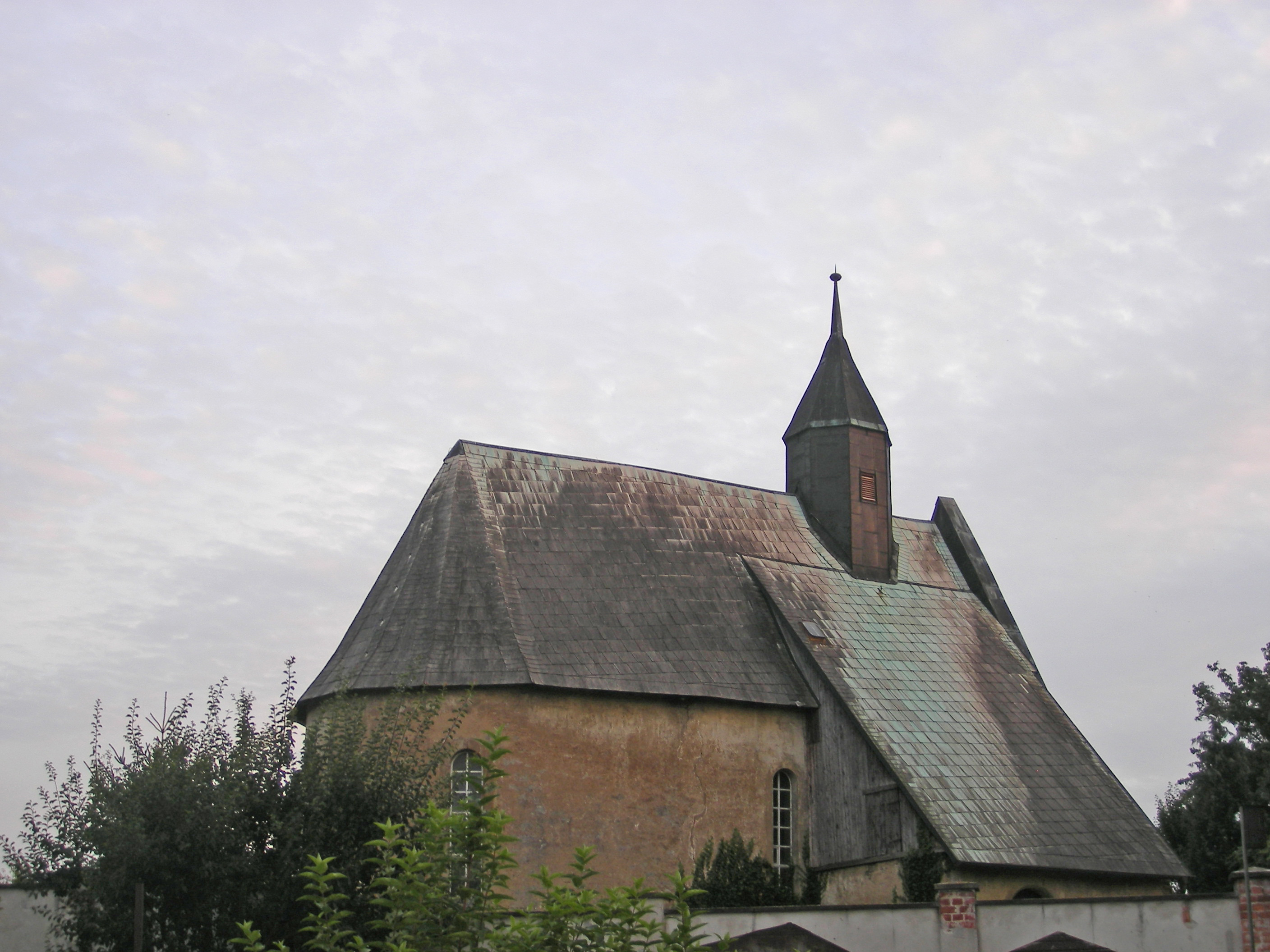
Die Kirche

Die evangelisch-lutherische Dorfkirche Jauern steht im Ortsteil Jauern der Stadt Schmölln im Landkreis Altenburger Land in Thüringen.

## Geschichte
Das Baujahr des Sakralbaus ist nicht überliefert.
Nachgewiesene Umbauten fanden in den Jahren 1889 und 1958 statt. Die Kirche wurde einmal mit dem Dachreiter versehen und das andere mal wurde der Innenraum gestaltet. Der Raum wurde zudem unterteilt. Im Osten erhielt er profilierte Kämpferrispen. Im Mittelteil gibt es noch Reste eines Chorturms. An der Nordseite befindet sich das stabwerkgerahmte Portal. Die Ausstattung ist mit barocken Amphoren aus dem Jahr 1677 geschmückt. Die Kanzel stammt aus der ersten Hälfte des 17. Jahrhunderts mit gemalten Darstellungen Christi und der Evangelisten.